# Teresa Gimpera

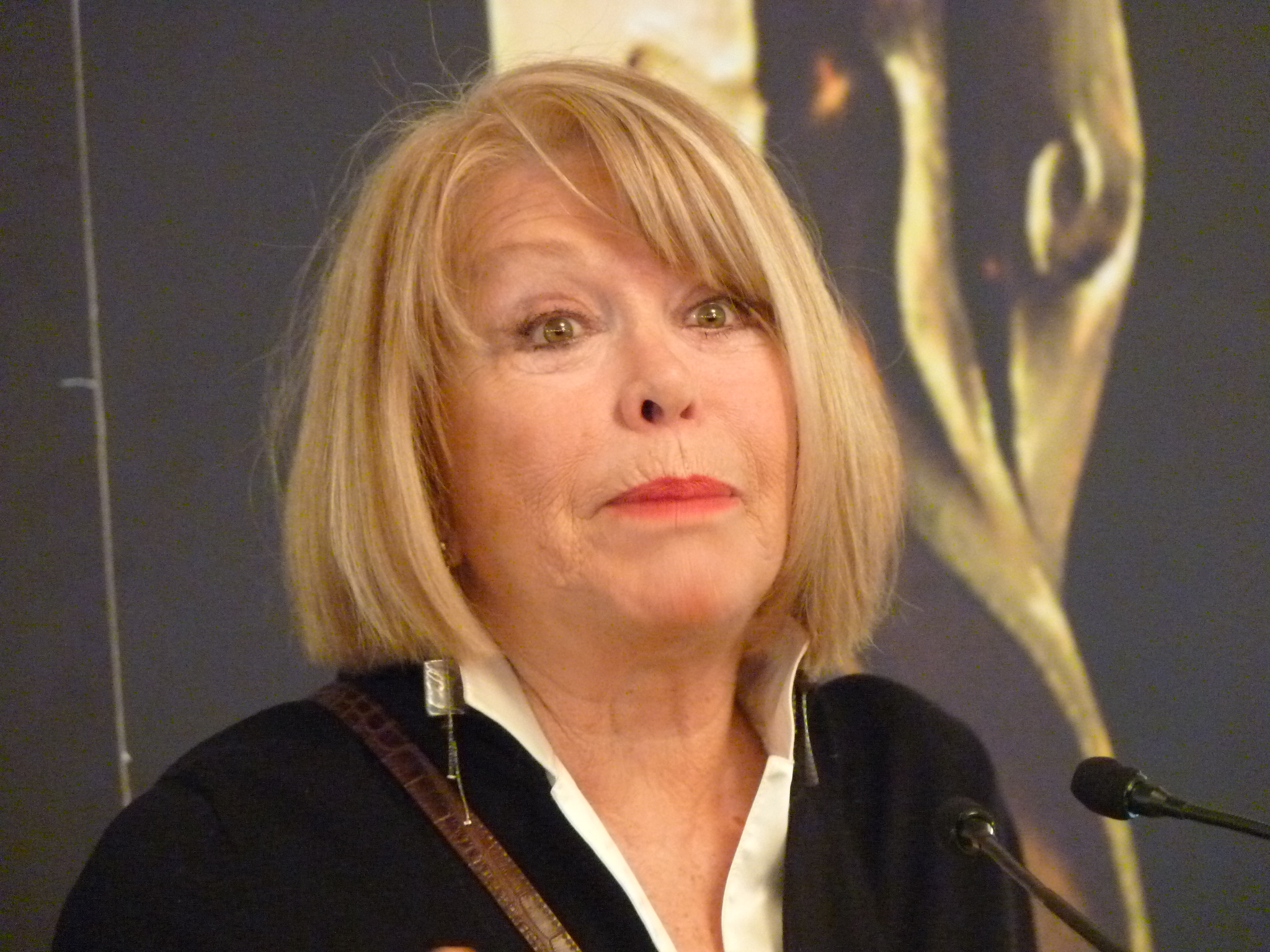
Teresa Gimpera im Januar 2012

Teresa Gimpera i Flaquer (* 21. September 1936 in Igualada; † 23. Juli 2024 in Barcelona) war eine katalanische Schauspielerin und Model.

## Leben
Gimpera wurde von Fotograf Leopoldo Pomés entdeckt und spielte nach einiger Erfahrung als Model – auch in Fernseh-Werbespots – ab 1965 in Filmen. Dabei wurde sie meist für künstlerisch wenig beeindruckende Exploitationfilme auch in Italien und Frankreich engagiert. 1984 Jahre gründete sie die Model-Schule Gimpera Models, woraufhin sie ihre Arbeit vor der Kamera deutlich einschränkte.
1990 heiratete Gimpera den Schauspieler Craig Hill.
1996 und 2003 veröffentlichte Gimpera Bücher. 2017 wurde sie mit einem Creu-de-Sant-Jordi ausgezeichnet.

## Filmografie (Auswahl)
- 1966: C.I.A.-Agent Jeff Gordon (Le solitaire passe à l'attaque)
- 1966: Die Black-Box-Affäre (Il mondo trema)
- 1966: Spi… spione (Espi… ando)
- 1967: Lucky M. füllt alle Särge (Lucky, el intrépido)
- 1967: Wanted (Wanted)
- 1969: Der Phantom Killer schlägt zu (Viaje al vacío)
- 1969: Stukas über London (La battaglia d'Inghilterra)
- 1969: 20.000 dollari sporchi di sangue
- 1970: Nachts, wenn Dracula erwacht
- 1970: Aoom
- 1971: Petroleum-Miezen (Les Pétroleuses)
- 1973: Der Geist des Bienenstocks (El espíritu de la colmena)
- 1973: Ein kurzer Urlaub (Una breve vacanza)
- 1973: Vier Teufelskerle (Campa carogna… la taglia cresce)
- 1974: Ein Unbekannter rechnet ab (Diez negritos) (nur in der spanischen Fassung)
- 1974: Gefangene der Tiefe (El refugio del miedo)
- 1987: Asignatura aprobada
- 1991: Tödliche Täuschung (Lolita al desnudo)
- 2002: Second Name – Dein Name sei Tod (El segundo nombre)